# Rouko (département)
Pour le village chef-lieu, voir Rouko.
Rouko est un département et une commune rurale du Burkina Faso, situé dans la province du Bam et la région Centre-Nord. Lors du dernier recensement général de la population en 2006, le département comptait 13 624 habitants.

## Géographie

### Villes et localités
Le département comprend une ville chef-lieu (populations actualisées en 2006) :
- Rouko (6 918 habitants)

et sept villages :
- Kounkoubguin (1 091 habitants)
- Pittenga (2 155 habitants)
- Raka (676 habitants)
- Rilgo (929 habitants)
- Rouko-Foulbé (162 habitants)
- Silmidougou (1 552 habitants)
- Yamané (141 habitants)

## Administration
| Période                                  | Période  | Identité | Étiquette | Qualité |
| ---------------------------------------- | -------- | -------- | --------- | ------- |
|                                          | en cours |          |           |         |
| Les données manquantes sont à compléter. |          |          |           |         |

## Santé et éducation
Le département accueille un seul centre de santé et de promotion sociale (CSPS) à Rouko tandis que le centre médical avec antenne chirurgicale (CMA) de la province se trouve à Kongoussi et le centre hospitalier régional (CHR) est à Kaya.